# Principato di Orange-Nassau
Il Principato d'Orange-Nassau venne creato come parte della Provincia del Basso Reno-Vestfalia, nel Sacro Romano Impero. Esistette con tale nome tra il 1702 ed il 1815. Il territorio dell'ex stato di Orange-Nassau è oggi parte della moderna Germania. Venne governato dalla Casa di Orange-Nassau.
Nel 1702 la linea primogenita degli Orange-Nassau si estinse con la morte di Guglielmo III, principe d'Orange, statolder di sei province della Repubblica delle Sette Province Unite e Re d'Inghilterra, Scozia e Irlanda. Giovanni Guglielmo Friso, principe di Nassau-Dietz ereditò quindi il titolo di "Principe di Orange" da suo cugino Guglielmo III, titolo che in Germania venne conosciuto come Fürst van Nassau-Oranien e in Olanda come Prins van Oranje-Nassau. Il principato venne ben presto ingrandito con l'incorporazione di altri territori per l'estinzione di altri rami della casata di Nassau. Nel 1711 il ramo di Nassau-Hadamar si estinse, ma il territorio non venne suddiviso tra le altre casate rimaste, bensì venne provvisoriamente amministrato dai regnanti di Nassau-Dillenburg. Quando nel 1739 e poi nel 1743 rispettivamente i rami di Nassau-Dillenburg e Nassau-Siegen si estinsero, tutte le aree di Nassau della linea ottoniana vennero riunite ed ereditate dal ramo degli Orange-Nassau. Il principe di Orange-Nassau da quel momento poté così godere di due seggi e due voti al consiglio dei principi del Reichstag, uno per l'Hadamar-Nassau ed uno per il Nassau-Dillenburg.
Secondo l'art. 24 della Trattato della Confederazione il 12 luglio 1806 Guglielmo VI d'Orange perse tutti i territori del principato di Orange-Nassau. Le contee di Siegen, Dillenburg e Hadamar, oltre all'herrlichkeit Beilstein vennero incorporate nel Granducato di Berg. Con la Mediatizzazione tedesca, la contea di Dietz e le sue dipendenze, oltre alle signorie di Wehrheim e Burbach, passarono sotto la sovranità del duca di Nassau-Usingen e del principe di Nassau-Weilburg. Nel 1808 il principe di Orange perdette i propri diritti come principe mediatizzato e tutte le sue proprietà vennero confiscate.
Dopo che le truppe francesi vennero espulse dalla Germania nel 1813, il principe di Orange poté riprendere il controllo dei territori perduti nel 1806. Inoltre, egli ottenne anche altre aree nel frattempo mediatizzate: l'herrlichkeit di Westerburg, l'herrlichkeit di Schadeck e parte della contea di Wied-Runkel sulla riva destra del fiume Lahn. Il 26 novembre 1813, il principe di Orange concluse un trattato con il Ducato di Nassau, secondo il quale ottenne anche la contea di Nassau-Dietz. L'Amt di Wehrheim, ad ogni modo, rimase al ducato di Nassau.
Ad ogni modo, la restaurazione ebbe breve vita. Il 31 maggio 1815 il principe Guglielmo VI concluse un nuovo trattato col Congresso di Vienna con suo cognato e primo cugino re Federico Guglielmo III di Prussia, col quale egli cedeva il principato di Orange-Nassau al Regno di Prussia in cambio del Lussemburgo che venne elevato a granducato. In quello stesso giorno i prussiani concessero gran parte del principato al ducato di Nassau. Solo Siegen rimase alla Prussia.
Nel 1815 il principe divenne il nuovo Re dei Paesi Bassi e Granduca di Lussemburgo col nome di Guglielmo I dei Paesi Bassi.

## Territori parte del principato
- Contea di Nassau-Dillenburg
- Contea di Nassau-Siegen
- Contea di Nassau-Dietz
- Contea di Nassau-Hadamar
- Feudo di Beilstein
- Feudo Spiegelberg
- Amt di Nassau (condiviso con Nassau-Usingen)
- Amt di Kirrberg (condiviso con Nassau-Usingen)
- Grund Seel e Burbach (condiviso con Nassau-Weilburg)
- Amt di Camberg (condiviso con l'Elettorato di Treviri)
- Amt di Wehrheim (condiviso con l'Elettorato di Treviri)
- Custodia di Ems (condiviso con il Langraviato d'Assia-Darmstadt)